# Fleur de nave vinaigrette
Fleur de nave vinaigrette est un roman publié en mars 1962 par Frédéric Dard sous le nom de plume de San-Antonio, il est le 48e de la série policière San-Antonio.
Chez l’éditeur Fleuve noir, il porte d’abord le numéro 293 de la collection « Spécial Police », puis en 1970 le numéro 10 de la collection « San-Antonio ».

## Couverture
- 1re édition de 1962 : illustration de Michel Gourdon.
- 2e édition de 1969 : illustration Photo.
- 3e édition de 1973 : illustration Photo.
- 4e édition de 1981 : illustration Photo.
- 5e édition de 1988 : illustration Photo.
- 6e édition de 1992 : illustration d'Alain Siauve.
- 7e édition de 2000 : illustration de Marc Demoulin.
- 8e édition de 2014 : illustration d'Antoine Helbert.

## Titre
Fleur de nave se traduit en japonais : Bey-Rhû-Ryé.

## Résumé
La disparition de Pinaud et du cousin Hector, qui avaient monté leur agence de détectives privés, ainsi que l'assassinat d'une jeune asiatique devant le domicile de Bérurier, conduisent San-Antonio et son fidèle acolyte à aller mener l'enquête au Japon.

## Personnages
- Le commissaire San-Antonio.
- L'inspecteur Alexandre-Benoît Bérurier.
- César Pinaud (auxiliaire de San-Antonio).

## Lieux principaux de l'action
- Saint-Cloud, Paris, Orly, Rome, Téhéran, Calcutta , Tokyo, Kawasaki, Yokohama